# مويس نكونكو
مويس نكونكو (بالفرنسية: Moise Nkounkou)‏ هو لاعب كرة قدم كونغولي في مركز الوسط، ولد في 2 أغسطس 1996 في برازافيل في جمهورية الكونغو. لعب مع نادي إيتوال دو كونغو ونادي تيرانا.

## وصلات خارجية
- مويس نكونكو على موقع قاعدة بيانات كرة القدم.إي يو (الإنجليزية)
- مويس نكونكو على موقع ناشيونال فوتبول تيمز (الإنجليزية)
- مويس نكونكو على موقع Soccerway.com (الإنجليزية)
- مويس نكونكو على موقع عالم كرة القدم.نت (الإنجليزية)